# 圣若望及保禄堂 (罗马)

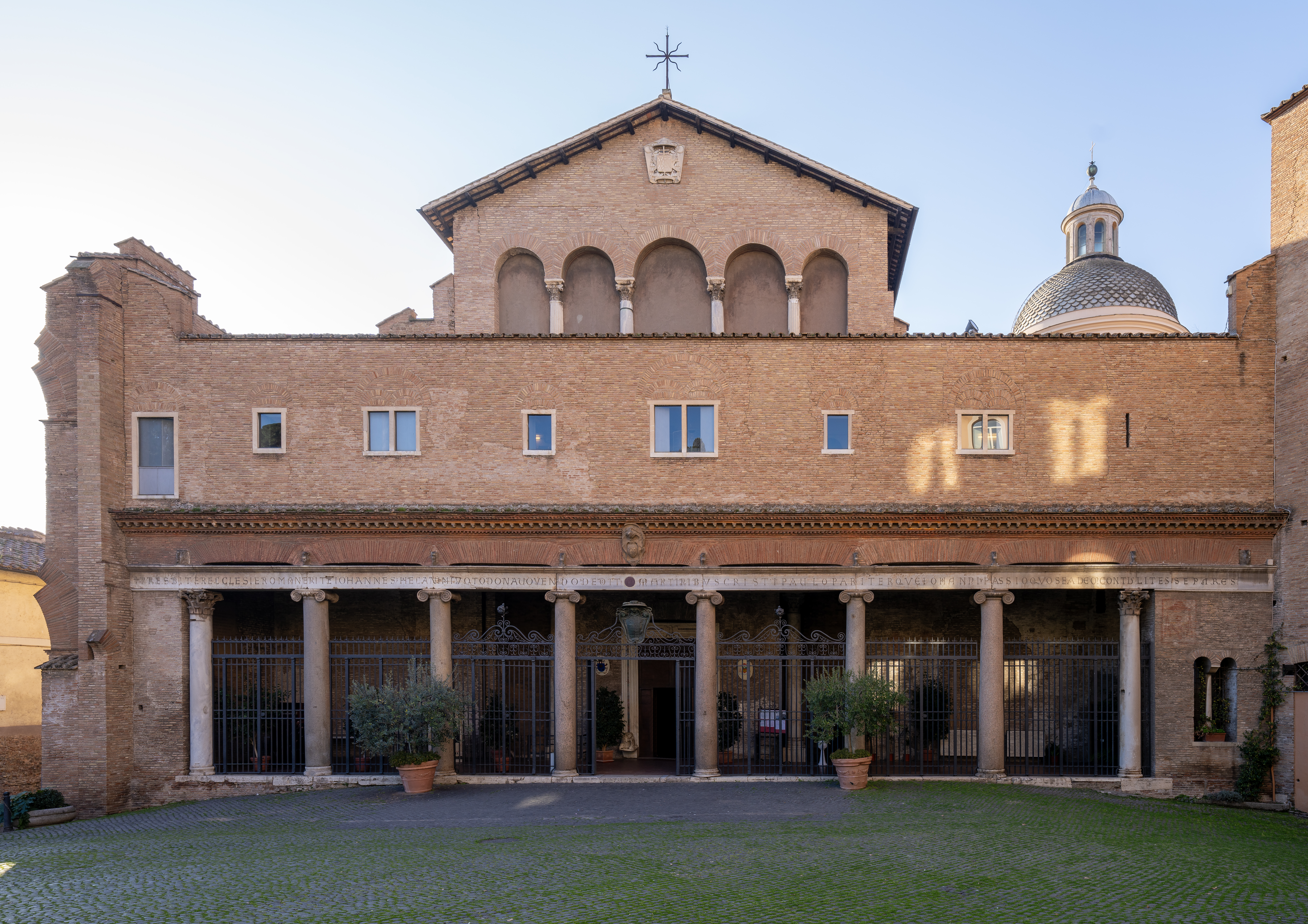
聖若望及保祿堂環景

圣若望及保禄堂（義大利語：Santi Giovanni e Paolo）是罗马的一座宗座圣殿，位于西里欧山，兴建于398年，由元老Pammachius 在两位罗马基督徒军人，若望及保禄的住所上兴建。他们因信仰被叛教者尤利安皇帝处死（362年），葬在家中。
该教堂曾遭410年亚拉里克一世劫掠以及442年地震的损毁，由教宗巴斯加一世修复（824年），1084年再遭诺曼人劫掠，后来修复，加上了修道院和六層高的钟楼。
该教堂属于苦难会，十字保禄埋葬于此。此堂也是四旬期第一个星期五的集合站聖堂。

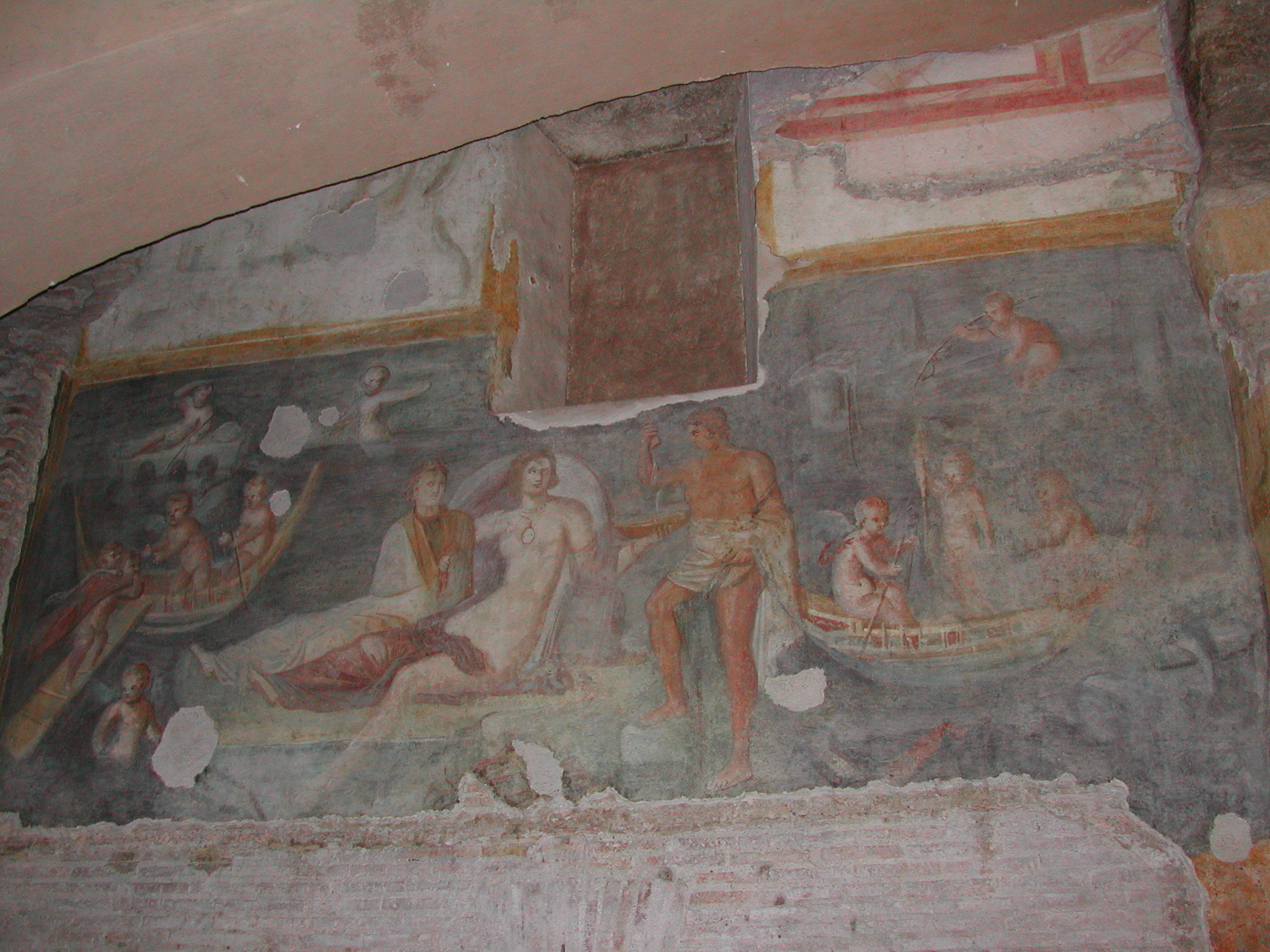
壁画

堂内有三个走道，利用了古罗马时代的石柱。祭台下面是两位殉教者的圣髑。屋顶的壁画《荣耀的基督》（1588年）是波马兰齊奧的作品，下面有三幅画：《圣若望殉教》、《圣保禄殉教》和Conversion of Terenziano (1726)。祭衣間有罗马诺的画作《圣母子与圣史若望、圣若翰洗者，圣热罗尼莫及圣保禄》。19世纪，在教堂走道下面，发掘出一些公元1－4世纪的古罗马房间。这些房间是当年豢养用于罗马斗兽场娱乐的野兽的地点，有一条通道通往斗兽场。
该堂為一間司鐸級樞機領銜堂区 ，領此堂銜的枢机曾有两位后来成为教宗：洪诺留三世和庇護十二世。